# Syngonanthus davidsei
Syngonanthus davidsei är en gräsväxtart som beskrevs av Michael J. Huft. Syngonanthus davidsei ingår i släktet Syngonanthus och familjen Eriocaulaceae. Inga underarter finns listade i Catalogue of Life.